# Putney (Vermont)
Putney ist eine Town im Windham County des Bundesstaates Vermont in den Vereinigten Staaten mit 2.617 Einwohnern (laut Volkszählung von 2020).

## Geografie
Die Fläche von Putney und dem Umland beläuft sich auf 69,4 km². Sie teilt sich in 99,96 % Landfläche und 0,04 % Wasserfläche auf.

### Geografische Lage
Putney liegt im Osten des Windham Countys, an der Grenze zu New Hampshire. Entlang der östlichen Grenze der Town fließt der Connecticut River. Die höchste Erhebung ist der 505 m hohe Putney Mountain im Westen der Town. An seinen Hängen befindet sich der Putney Town Forest.

### Nachbargemeinden
Alle Entfernungen sind als Luftlinien zwischen den offiziellen Koordinaten der Orte aus der Volkszählung 2010 angegeben.
- Norden: Westminster, 3,6 km
- Nordosten: Walpole, NH, 14,4 km
- Osten: Westmoreland, NH, 11,1 km
- Süden: Dummerston, 8,1 km
- Westen: Brookline, 9,1 km

### Klima
Die mittlere Durchschnittstemperatur in Putney liegt zwischen −7 °C (19 °Fahrenheit) im Januar und 20,5 °C (69 °Fahrenheit) im Juli. Die Schneefälle zwischen Oktober und Mai bei einem Spitzenwert im Januar von 40 cm (16 inch) liegen mit rund zwei Metern etwa doppelt so hoch wie die mittlere Schneehöhe in den USA. Die tägliche Sonnenscheindauer liegt am unteren Rand des Wertespektrums der USA.

## Geschichte
Bereits 1733 wurden in den Wäldern von Putney für die British Royal Navy Bäume zum Bau von Schiffsmasten gefällt. Der General Court of Massachusetts entschied sich 1736 vier Townships an der Westseite und vier Townships an der Ostseite des Connecticut Rivers auszurufen. Putney war Township #2 der Westseite. An der Stelle der heutigen Stadt Putney wurde 1740 ein Fort errichtet. Am 26. Dezember 1753 reichte Colonel Josiah Willard eine Eigentümerpetition für die Erteilung einer offiziellen Ortsgründung ein. Am selben Tag noch erteilte Gouverneur Benning Wentworth Putney die offizielle Konzession im Rahmen der New Hampshire Grants. Die erste Getreidemühle wurde im Jahr 1765 errichtet. Die Konstituierende Stadtversammlung fand 1770 statt.
1851 erreichte die Bahnstrecke Brattleboro–Windsor Putney.
Im Jahr 2006 machte Putney von sich reden, als es eine Resolution für ein Impeachment von US-Präsident George W. Bush unterstützte.

### Religionen
In Putney gründeten sich im Jahr 1776 die Kongregationale Kirche, im Jahr 1786 die Baptisten, im Jahr 1828 die Methodisten und im Jahr 1833 die Universalisten.

### Einwohnerentwicklung
| Volkszählungsergebnisse – Town of Putney, Vermont | Volkszählungsergebnisse – Town of Putney, Vermont | Volkszählungsergebnisse – Town of Putney, Vermont | Volkszählungsergebnisse – Town of Putney, Vermont | Volkszählungsergebnisse – Town of Putney, Vermont | Volkszählungsergebnisse – Town of Putney, Vermont | Volkszählungsergebnisse – Town of Putney, Vermont | Volkszählungsergebnisse – Town of Putney, Vermont | Volkszählungsergebnisse – Town of Putney, Vermont | Volkszählungsergebnisse – Town of Putney, Vermont | Volkszählungsergebnisse – Town of Putney, Vermont |
| Jahr                                              | 1700                                              | 1710                                              | 1720                                              | 1730                                              | 1740                                              | 1750                                              | 1760                                              | 1770                                              | 1780                                              | 1790                                              |
| ------------------------------------------------- | ------------------------------------------------- | ------------------------------------------------- | ------------------------------------------------- | ------------------------------------------------- | ------------------------------------------------- | ------------------------------------------------- | ------------------------------------------------- | ------------------------------------------------- | ------------------------------------------------- | ------------------------------------------------- |
| Einwohner                                         |                                                   |                                                   |                                                   |                                                   |                                                   |                                                   |                                                   |                                                   |                                                   | 1.848                                             |
| Jahr                                              | 1800                                              | 1810                                              | 1820                                              | 1830                                              | 1840                                              | 1850                                              | 1860                                              | 1870                                              | 1880                                              | 1890                                              |
| Einwohner                                         | 1.574                                             | 1.607                                             | 1.547                                             | 1.510                                             | 1.382                                             | 1.425                                             | 1.163                                             | 1.167                                             | 1.124                                             | 1.075                                             |
| Jahr                                              | 1900                                              | 1910                                              | 1920                                              | 1930                                              | 1940                                              | 1950                                              | 1960                                              | 1970                                              | 1980                                              | 1990                                              |
| Einwohner                                         | 969                                               | 788                                               | 761                                               | 835                                               | 904                                               | 1.019                                             | 1.177                                             | 1.727                                             | 1.850                                             | 2.352                                             |
| Jahr                                              | 2000                                              | 2010                                              | 2020                                              | 2030                                              | 2040                                              | 2050                                              | 2060                                              | 2070                                              | 2080                                              | 2090                                              |
| Einwohner                                         | 2.634                                             | 2.702                                             | 2.617                                             |                                                   |                                                   |                                                   |                                                   |                                                   |                                                   |                                                   |

### Demografie
Bei der Volkszählung 2000 wurde für Putney eine Einwohnerzahl von 2634 Einwohnern ermittelt, das entspricht einer Bevölkerungsdichte von 37,9 Einwohnern/km².
- 958 Haushalte und 603 Familien bevölkern das Stadtgebiet.
- Die Einwohnerschaft setzt sich zusammen aus 95,63 % Weißen, 1,03 %  Afroamerikanern, 0,49 % Ureinwohnern (Indianer), 0,76 % Asiaten, 0,04 % Pazifikinsulanern, 0,03 % anderen Ethnien, 1,56 Hispaniern und Latinos, sowie zuletzt 1,75 % Gemischtrassigen.
- Von den 958 Haushalten haben 32,5 % Kinder unter 18 Jahren. 50,5 % sind Ehepaare, 8,5 % alleinstehende Frauen, 37 % nichteheliche Partnerschaften, 27,9 % Singlehaushalte und 7 % alleinlebende Senioren über 65 Jahren.
- Die Altersstruktur von Putney besteht aus 22,6 % unter 18 Jahren, 16,5 %  zwischen 18 und 24 Jahren, 27,5 % zwischen 25 und 44 Jahren, 23,7 % zwischen 45 und 64 Jahren und 9,8 % über 65 Jahren. Das Durchschnittsalter beträgt 36 Jahre.
- Die durchschnittliche Größe des Haushalts liegt bei 2,43 Personen, die der durchschnittlichen Familie bei 2,99 Personen.
- Auf 100 Frauen über 18 Jahre kommen 108 Männer.
- Das Durchschnittseinkommen je Haushalt beträgt 40.346 USD, das Durchschnittseinkommen je Familie 50.170 USD. Männer verdienen jährlich durchschnittlich 29.922 USD und Frauen 25.217 USD. Das durchschnittliche Pro-Kopf-Einkommen beläuft sich auf 18.576 USD.
- 6,2 % der Familien und 8,4 % der Gesamtbevölkerung leben unter der Armutsgrenze.

## Wirtschaft und Infrastruktur

### Verkehr
Die Interstate 91 führt in nordsüdlicher Richtung entlang der östlichen Grenze der Town. Ihrem Verlauf folgt der U.S. Highway 5 von Westminster im Norden nach Brattleboro im Süden. Die nächsten Amtrak Stationen befinden sich in Bellow Falls und Brattleboro.

### Öffentliche Einrichtungen
In Putney gibt es kein eigenes Krankenhaus. Das nächstgelegene Krankenhaus ist das Rockingham Memorial Hospital in Bellows Falls.

### Bildung
- Die Putney Central School bietet Schulbildung von Pre-Kindergarten bis zum Abschluss der achten Klasse.[9]
- The Putney School ist eine private, unabhängige High School, die sowohl Internatsunterbringung wie Tagesschule anbietet. Prominente Absolventen waren u. a. Kathleen Kennedy Townsend, Téa Leoni und Timothy Daly.
- Landmark College war das erste College speziell für Studenten mit Lernbehinderung.
- The Greenwood School ist ein Internat für Jungen im Alter zwischen 9 und 15 Jahren, die an Leseschwäche und sprachbedingten Lernbehinderungen leiden.

In Putney befindet sich die Putney Public Library.

## Persönlichkeiten

### Söhne und Töchter der Stadt
- William Haile (1807–1876), Geschäftsmann und Politiker
- Edmund Andrews (1824–1904), Chirurg und Pionier der Lachgasanästhesie[11]

- Manon Kahle (* 1980), Schauspielerin

### Persönlichkeiten, die vor Ort gewirkt haben
- George Aiken (1892–1984), Senator und Gouverneur von Vermont
- Fernando Gerassi (1899–1974), Maler
- Carmelitta Hinton (1890–1983), Erzieherin und Gründerin von The Putney School
- Luther Jewett (1772–1860), Arzt und Politiker
- Jody Williams (* 1950), Friedensnobelpreisträgerin 1997
- Peter Shumlin (* 1956), Gouverneur von Vermont